# Moltina en de rode berg
Moltina en de rode berg is een volksverhaal uit de Dolomieten.

## Het verhaal
Eeuwen geleden woonde er een oude vrouw in een grot onder de top van de Crëp Alt. Alleen de marmotten houden haar gezelschap in de Alpen en ze krioelen 's ochtends om haar heen als de zon opkomt. De vrouw kan tegen de dieren praten en soms vertelt ze verhalen, maar toch verveelt ze zich een beetje. De marmotten praten niet terug en ze wil graag met een mens spreken. Op een dag komt een jonge moeder met haar baby naar de grot, ze is uitgeput. De oude vrouw herkent Molta en helpt de jonge vrouw, maar ze sterft in haar armen.
De oude vrouw begraaft de jonge vrouw met behulp van de marmotten en ze neemt de baby mee naar haar grot. De oude vrouw besluit het mooie meisje naar haar moeder te vernoemen en het kind krijgt de naam Moltina. Moltina groeit op en is fleurig, ze speelt vaak met de marmotten in de zon. De marmotten beschouwen Moltina als een van hun en laten de geheime grotten zien. Ook leert Moltina de taal van de marmotten en ze kan zichzelf veranderen in een marmot. Als de vrouw dit ziet, waarschuwt ze het meisje niet zoveel met de dieren om te gaan.
Op een dag komt een prins uit het kasteel naar de Crëp Alt om te jagen. Hij ziet Moltina, die inmiddels een mooie jonge vrouw geworden is. Hij is meteen verliefd op haar en de marmotten waarschuwen het meisje. Als ze de prins ziet, spreekt ze hem aan en vertelt dat ze bij haar pleegmoeder woont. De prins vraagt de oude vrouw toestemming om het meisje mee te nemen naar het kasteel om met hem te trouwen. De oude vrouw vraagt of hij niet liever een prinses wil huwen en neemt met tegenzin afscheid van het paar. De ouders van de prins zijn niet zo makkelijk over te halen toestemming te geven.
Het meisje heeft geen bruidsschat en is niet van koninklijke afkomst, maar na een tijd geven de ouders van de prins toch toestemming voor het huwelijk. Moltina vertelt alles tegen de marmotten en de berg waar ze opgroeide. Hertogen, hertoginnen, graven en gravinnen komen in de mooiste kleding naar het huwelijksfeest. Moltina draagt de mooiste jurk en na de huwelijksplechtigheid trekken de vrouwen zich terug en de mannen blijven buiten. Moltina voelt zich niet op haar gemak en antwoord alleen als haar iets wordt gevraagd. Ze komt daardoor hooghartig over op de anderen en een rijke edelvrouw besluit dat iedereen moet vertellen van wie ze afstammen.
De vrouw vertelt over de geschiedenis van haar voorouders en de grote huizen die ze bezitten. Ook de anderen beginnen te vertellen en Moltina schaamt zich voor haar simpele komaf. Ze kan niks uitbrengen als zij iets moet vertellen en krijgt een blos op haar wangen. Dan rent een man naar binnen en vertelt dat de berg rood is geworden. Moltina wordt zo gered uit haar positie, iedereen gaat het wonder bekijken. Moltina schopt haar muiltjes uit en rent terug naar de Dolomieten. De prins volgt zijn vrouw en vindt haar op de helling tussen de marmotten. Ze wil niet terug naar het kasteel en de prins besluit op de berg te blijven.
De prins en zijn vrouw bouwen een huis in de bergen en ze krijgen een kindje. Af en toe komt de oude vrouw op bezoek en de marmotten zijn er altijd. Het paar is gelukkig en leeft nog lang, de berg heeft echter nooit zijn oude kleur teruggekregen en wordt de Crëp Cöce of Rode Top genoemd.

## Achtergronden
- Moltina leert de taal van de dieren, dit komt in vele volksverhalen voor. Zie bijvoorbeeld De drie talen.
- Moltina kan zichzelf veranderen in een marmot, zie metamorfose.
- Er zijn vele verhalen over de hulpvaardige (sprekende) marmotten in de Alpen. Zie bijvoorbeeld De mollige marmotten en De witte gems.
- Zie ook Legende van Âu Cơ, Skaði en De heks uit de grot.